# Leon Suszyński
Leon Suszyński ps. P-8, Peoś, Litwin (ur. 10 kwietnia 1920 w Białymstoku, zm. 5 grudnia 1979 we Wrocławiu) – podchorąży, żołnierz Armii Krajowej oraz Zrzeszenia „Wolność i Niezawisłość”, działacz podziemia antykomunistycznego, ofiara represji stalinowskich stosowanych przez władze Polski Ludowej.

## Życiorys
We wrześniu 1939 ochotnik – obrońca Grodna. Po wejściu Armii Czerwonej do Białegostoku w konspiracji – SZP-ZWZ-AK. Działał w wywiadzie AK i jednocześnie w grupie dyspozycyjnej Inspektoratu Białostockiego AK (tzw. „Egzekutywie”). Po „spaleniu” w 1943 r. najpierw w oddziale „Rawity”, pod Białymstokiem, a następnie w latach 1943–1944 żołnierz I kompanii III batalionu 77 pułku piechoty AK (zgrupowanie Uderzeniowych Batalionów Kadrowych AK) na Nowogródczyźnie i Wileńszczyźnie. Uczestnik szturmu Wilna – operacji Ostra Brama. Mimo przebicia się przez linię Curzona nie zdołał dotrzeć do powstańczej Warszawy.
W 1945 r. dowódca plutonu „Słucz” w Zgrupowaniu Piotrków AKO w Puszczy Knyszyńskiej. Później, od września 1945 r. do kwietnia 1947 r., dowodził samodzielnym oddziałem partyzanckim WiN, operującym głównie w okolicy Białegostoku, Knyszyna i Sokółki. Ujawnił się 15.04.1947 w Sokółce.
W 1948 r. został aresztowany i skazany na 8 lat więzienia.
Został pochowany na Cmentarzu Grabiszyńskim.

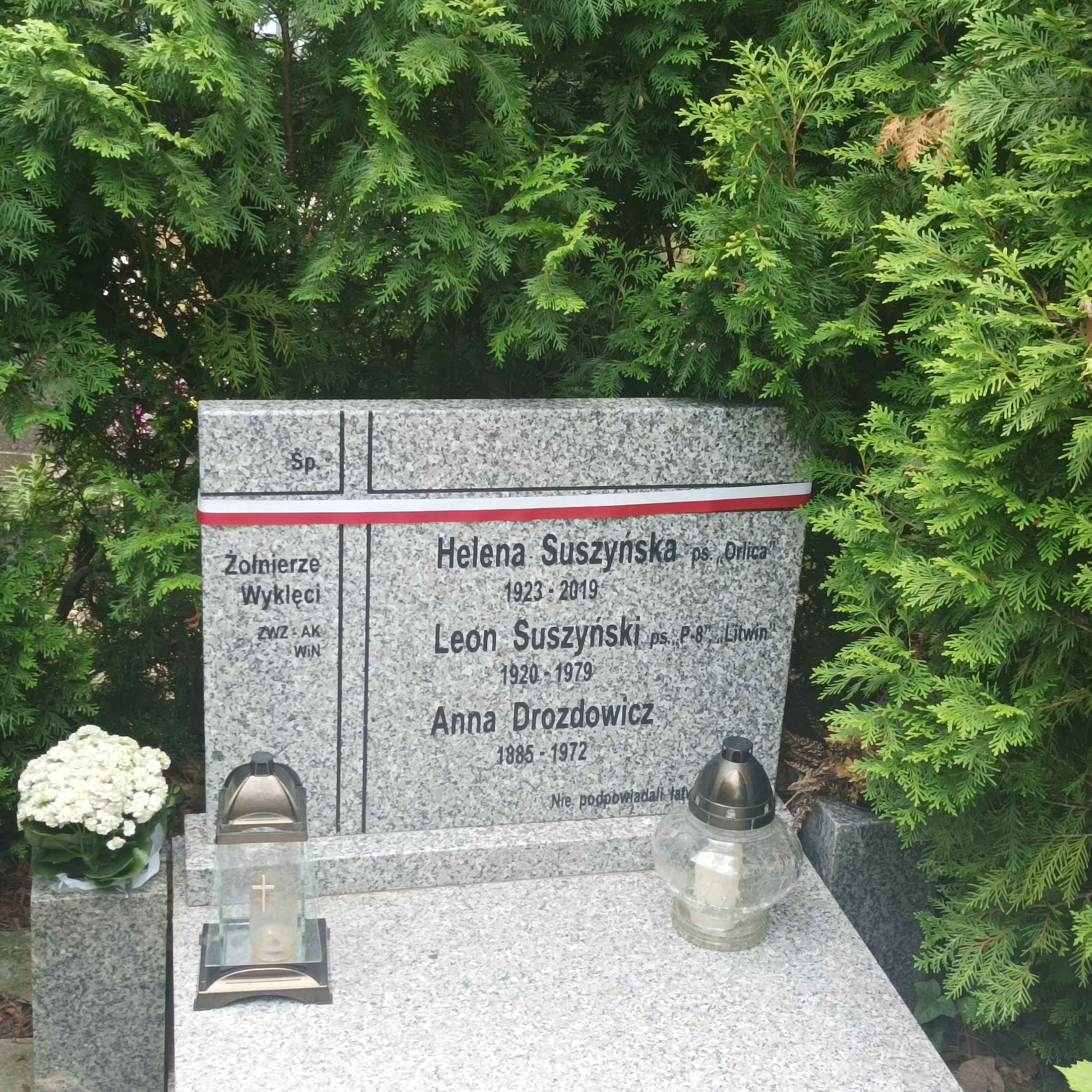
Grób Leona Suszyńskiego na Cmentarzu Grabiszyńskim

Postanowieniem prezydenta RP Lecha Kaczyńskiego z 9 stycznia 2009 został pośmiertnie odznaczony Krzyżem Komandorskim Orderu Odrodzenia Polski za wybitne zasługi dla niepodległości Rzeczypospolitej Polskiej.